# Kingsley (Staffordshire)
Kingsley es una parroquia civil y un pueblo del distrito de Staffordshire Moorlands, en el condado de Staffordshire (Inglaterra).

## Geografía
Según la Oficina Nacional de Estadística británica, Kingsley tiene una superficie de 17,25 km².

## Demografía
Según el censo de 2001, Kingsley tenía 2210 habitantes (48,69% varones, 51,31% mujeres) y una densidad de población de 128,12 hab/km². El 18,42% eran menores de 16 años, el 73,26% tenían entre 16 y 74, y el 8,33% eran mayores de 74. La media de edad era de 41,49 años. Del total de habitantes con 16 o más años, el 22,96% estaban solteros, el 61,29% casados, y el 15,75% divorciados o viudos.
El 99,14% de los habitantes eran originarios del Reino Unido. El resto de países europeos englobaban al 0,41% de la población, mientras que el 0,45% había nacido en cualquier otro lugar. Según su grupo étnico, el 99,73% eran blancos, el 0,14% mestizos y el 0,14% de cualquier otro salvo asiáticos, negros y chinos,. El cristianismo era profesado por el 86,52%, el budismo por el 0,14% y cualquier otra religión, salvo el hinduismo, el judaísmo, el islam y el sijismo, por el 0,14%. El 7,42% no eran religiosos y el 5,79% no marcaron ninguna opción en el censo.
Había 914 hogares con residentes, 42 vacíos, y 7 eran alojamientos vacacionales o segundas residencias.